# Parennefer
El noble egipci Parennefer va ser un assessor proper a Akhenaton abans que arribés al tron i posteriorment li va servir de «Majordom Reial», un càrrec que li va posar en contacte íntim amb el rei. Els seus títols inclouen: «Portador de la copa del Rei», «Rentador de mans del Rei», «Cap dels artesans» i «Supervisor de totes les obres al Gran Temple d'Aton». Va tenir un paper decisiu en la imposició de l'estil d'Amarna en l'arquitectura, i va ser un dels precursor de les tombes excavades a la roca (hipogeu) en Amarna.

## Tombes
Parennefer tenia dues tombes construïdes per a ell, una d'elles sense acabar a Tebes (TT188). Una inscripció en aquesta tomba remarca que l'havia fet per complaure a tots el déus, encara que va fer una segona tomba per donar un tracte preferent a Aton. La tomba també dona testimonis alguns dels canvis en la visió del món que ocorren sota el regnat d'Amenofis III i d'Akhenaton, com per exemple el Ka reial, que era antropomòrfica i es va tornar més abstracte, un desenvolupament que va culminar amb l'abandó total de les representacions antropomòrfiques del Ka d'Akhenaton.
Va construir la segona tomba en Akhetaton (Tomba d'Amarna 7), en el grup de les Tombes del Sud, on se'l veu sent recompensat per Akhenaton amb molts collarets d'or.